# Brosonecija
Brosonecija (gorica, dudovac; lat. Broussonetia), biljni rod iz porodice dudovki kojemu pripada četiri vrsta grmlja i drveća.
U Hrvatskoj raste vrsta japanska gorica ili papirasta gorica, poznata i kao dudovac i smokovača (Broussonetia papyrifera)

## Vrste
1. Broussonetia harmandii Gagnep.
2. Broussonetia kaempferi Siebold
3. Broussonetia × kazinoki Siebold
4. Broussonetia monoica Hance
5. Broussonetia papyrifera (L.) L'Hér. ex Vent.